# Nedusia mutilaria
Nedusia mutilaria är en fjärilsart som beskrevs av Jacob Hübner 1818/25. Nedusia mutilaria ingår i släktet Nedusia och familjen Uraniidae. Inga underarter finns listade i Catalogue of Life.